# Iczki
Iczki (w latach 1944-2023: Sowiecki, ukr. Ічкі; ros. Ички) – osiedle typu miejskiego w Republice Autonomicznej Krymu na Ukrainie, siedziba władz rejonu sowieckiego.
Status osiedla typu miejskiego posiada od 1941 roku. W 1944 roku zmieniono nazwę na Sowiecki (ukr. Совєтський, Sowietśkyj; ros. Советский, Sowietskij), a w 2016 - ze skutkiem od 2023 - na Iczki.